# Powiat Yame
Powiat Yame (jap. 八女郡 Yame-gun) – powiat w Japonii, w prefekturze Fukuoka. W 2020 roku liczył 19 873 mieszkańców.

## Miejscowości
- Hirokawa

## Historia[2]

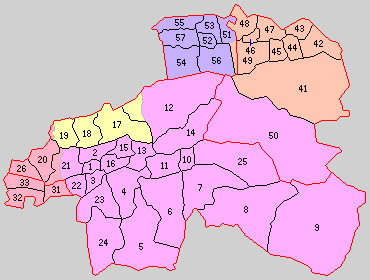
Powiat Yame (1–26, 31–33, 50 – 1896 r.)

- Powiat został założony 1 kwietnia 1896 roku w wyniku połączenia powiatów Kamitsuma (2 miejscowości, 24 wioski), Shimotsuma (3 wioski) i części powiatu Ikuha (1 wioska).
- 15 stycznia 1908 – wioska Mizuta powiększyła się o teren wiosek Shimotsuma i Futakawa. (2 miejscowości, 26 wiosek)
- 1 stycznia 1915 – wioska Hainuzuka zdobyła status miejscowości. (3 miejscowości, 25 wiosek)
- 1 kwietnia 1948 – część wsi Yokoyama została włączona w teren wsi Kamihirokawa, a część – w teren wsi Kitagawauchi.
- 1 kwietnia 1951 – miejscowość Fukushima powiększyła się o tereny wiosek Sangō, Kamitsuma, Nagamine i Yahata. (3 miejscowości, 21 wiosek)
- 1 października 1953 – wioska Kitakawauchi zdobyła status miejscowości. (4 miejscowości, 20 wiosek)
- 1 kwietnia 1954: (2 miejscowości, 11 wiosek)
  - w wyniku połączenia miejscowości Hainuzuka, wiosek Mizuta, Furukawa i części wsi Okayama powstało miasto Chikugo.
  - w wyniku połączenia miejscowości Fukushima, wiosek Kawasaki, Tadami i pozostałej części Okayamy powstało miasto Yame.
  - miejscowość Kurogi powiększyła się o teren wiosek Toyooka, Kushige, Kiya i Kasahara.
- 1 kwietnia 1955: (4 miejscowości, 5 wiosek)
  - w wyniku połączenia wiosek Mitsutomo, Kitayama, Shiraki i 辺春村 powstała miejscowość Tachibana.
  - w wyniku połączenia wiosek Kamihirokawa i Nakahirokawa powstała miejscowość Hirokawa.
- 1 grudnia 1955 – część wsi 下広川村 została włączona w teren miasta Chikugo, część w teren miejscowości Chikuhō (z powiatu Mizuma), a pozostała część – do miejscowości Hirokawa. (4 miejscowości, 4 wioski)
- 31 marca 1957 – wioska Ōbuchi połączyła się z miejscowością Kurogi. (4 miejscowości, 3 wioski)
- 31 marca 1958 – w wyniku połączenia miejscowości Kitakawauchi i wioski Yokoyama powstała miejscowość Jōyō. (4 miejscowości, 2 wioski)
- 1 października 2006 – miejscowość Jōyō została włączona w teren miasta Yame. (3 miejscowości, 2 wioski)
- 1 lutego 2010 – miejscowości Kurogi, Tachibana, wioski Yabe i Hoshino zostały włączone w teren miasta Yame. (1 miejscowość)